# 조니 휘트워스

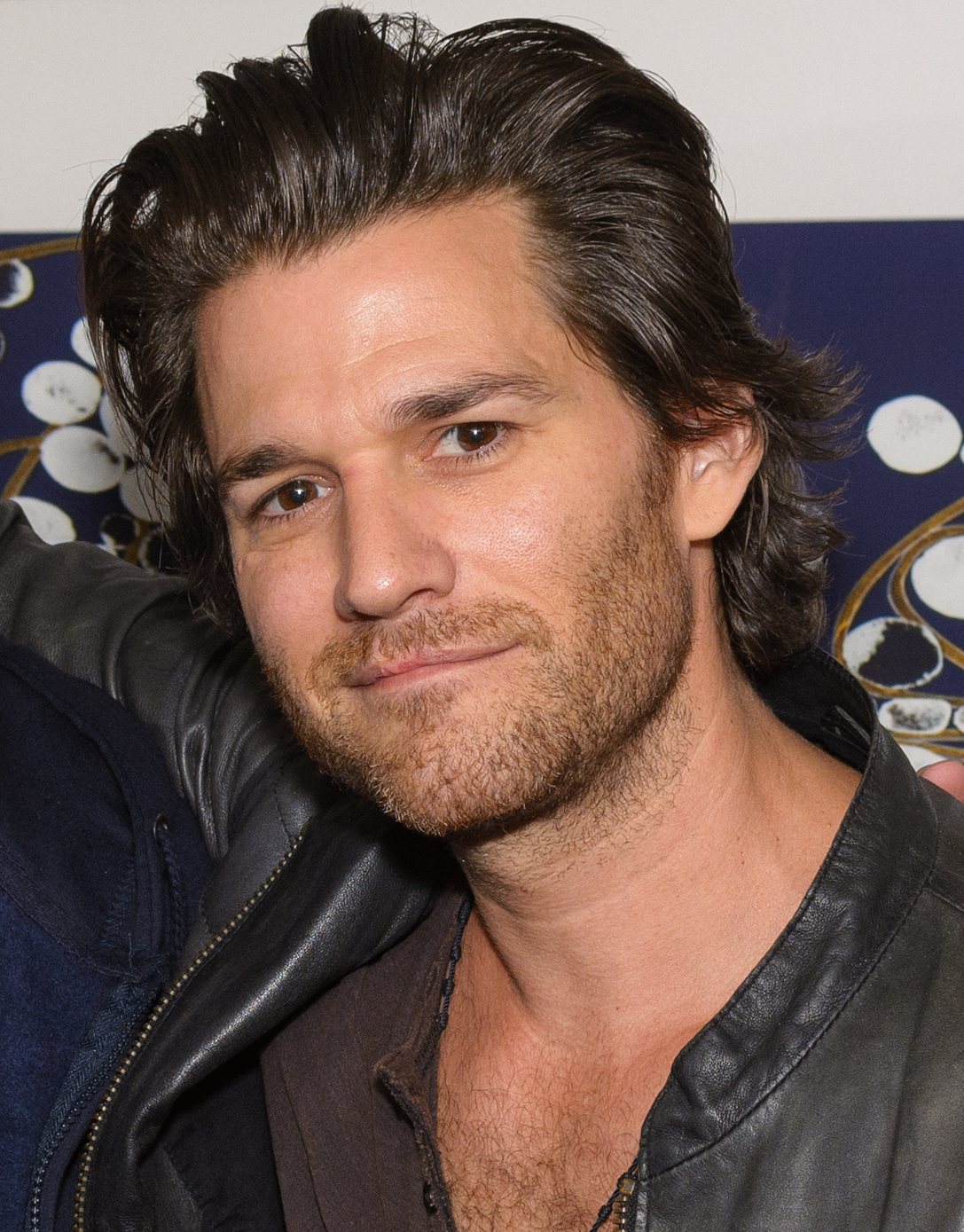

조니 휘트워스(Johnny Whitworth, 1975년 10월 31일 ~ )는 미국의 배우, 텔레비전 배우, 영화배우, 영화 프로듀서이다.
찰스턴에서 태어났다.

## 방송
- 원헌드레드 2

## 영화
- 배드 허트 (2015년)
- 밸리 오브 더 선 (2011년) - 앤디 / 빅 벌루어 역
- 리미트리스 (2011년) - 버넌 역
- 고스트 라이더 3D : 복수의 화신 (2011년) - 블랙아웃 역
- 락키드 인 (2010년)
- 더 씽스 위 캐리 (2009년)
- 리치 포 미 (2009년)
- 게이머 (2009년)
- 패솔로지 (2007년) - 그리핀 역
- 3:10 투 유마 (2007년) - 토미 다든 역
- 팩토리 걸 (2006년)
- 키스 더 브라이드 (2002년)
- CSI - 마이애미 (2002년)
- 발렌타인 (2001년) - 맥스 레이미 역
- 미 앤 윌 (1999년)
- 헬스 키친 (1998년)
- 레인메이커 (1997년)
- 썸바디 이즈 웨이팅 (1996년)
- 바이 바이 러브 (1995년)
- 엠파이어 레코드 (1995년)